# Дэвис, Рэй
Сэр Рэймонд Дуглас Дэвис (англ. Raymond Douglas Davies, род. 21 июня 1944) — британский музыкант, известный прежде всего как вокалист, ритм-гитарист и основной автор песен рок-группы Kinks.

## Биография
Как утверждает AllMusic, группа Kinks в реальности была не более чем аккомпанирующей группой Дэвиса, в одиночку написавшего и в качестве лид-вокалиста спевшего почти все песни группы. Его брат Дейв (лид-гитарист Kinks) тоже вносил свой вклад, но нерегулярно.
Группа Kinks оказалась одной из самых долгоживущих британских рок-групп, что когда-то были частью британского вторжения 1960-х годов. Рей Дэвис иногда угрожал, что распустит группу и начнёт сольную карьеру, но на протяжении долгих лет угрозы так и оставались угрозами.
Ближе всего к тому, чтобы начать сольную карьеру (за долгие годы с моменты основания группы), стал его сольный саундтрек к кинофильму 1985 года Return to Waterloo, который он снял сам (как режиссёр) по своему собственному сценарию, но из группы он никуда не ушёл. Причём надо заметить, что по звучанию этот саундтрек можно было принять за альбом группы Kinks, до такой степени он ничем не выделялся из их ряда.
И всё-таки в 1990-е годы деятельность группы Kinks постепенно стала затухать, и Дэвис начал заниматься другими проектами. Первым его проектом стала выпущенная в 1995 году книга наполовину вымышленных мемуаров под названием X-Ray, в поддержку продаж которой он дал серию концертов, озаглавленную Storyteller («Рассказчик»). На этих концертах он исполнял как классические песни Kinks, так и свои новые песни, читал отрывки из вышеупомянутой книги и другие истории. Эти концерты потом дали старт ещё нескольким проектам Дэвиса: серии передач на телеканале VH1 (тоже озаглавленной Storyteller) и книге коротких рассказов (её название было также Storyteller). Кроме того, запись одного из его акустических концертов в 1998 году вышла отдельным альбомом The Storyteller. (Это был второй сольный альбом Дэвиса, первым же был в 1985 году тот самый саундтрек к фильму Return to Waterloo.)
С тех пор он выпустил ещё несколько музыкальных альбомов и вторую книгу мемуаров, озаглавленную Americana (2013).
Музыкальный сайт AllMusic называет Рея Дэвиса «отчётливо (англ. distinctively) английским поэтом-песенником и одним из величайших авторов песен своей страны».